# Die Erbschaft von Rantanplan
Die Erbschaft von Rantanplan (französischer Originaltitel: L'Héritage de Rantanplan) ist ein Comicband aus der Lucky-Luke-Reihe, der von Morris gezeichnet und von René Goscinny getextet wurde. Die deutsche Übersetzung stammt von Gudrun Penndorf.
Nach der Zählung des Ehapa-Verlages (beziehungsweise zu Beginn: des Delta-Verlages aus Ehapa und Dargaud) ist dieser Band der 53. der Reihe. Zuvor wurde der Comic schon im Zack beim Koralle-Verlag als Zack-Album Band 5 veröffentlicht.
Ursprünglich wurde der Comic 1973 im französischen Comic-Magazin Pilote und im selben Jahr als 10. Band von Dargaud auf Französisch veröffentlicht.
Für die Lucky-Luke-Zeichentrickserie wurde dieser Band verfilmt.

## Inhalt
Lucky Luke wird vom Rechtsanwalt J.S. Chester kontaktiert. Der Grund: Rantanplan hat von Oggie Svenson eine Silbermine, einen Saloon, ein Hotel und die meisten Gebäude im Chinesenviertel in Virginia City geerbt. Lucky Luke wird gebeten, Rantanplan nach Virginia City zu begleiten und die Rolle seiner Leibwache zu übernehmen. Rantanplan wird in Virginia City und im Hotel International euphorisch empfangen und ist als neuer Boss bei allen beliebt. Im Testament steht auch noch, dass Joe Dalton das Erbe im Falle von Rantanplans Tod übernehmen darf. Als Joe und die übrigen Daltons davon erfahren, türmen sie aus dem Gefängnis und machen sich ebenfalls auf den Weg, um Rantanplan umzulegen. Die Lage spitzt sich zu, als Rantanplan abhaut. In seiner Dummheit läuft er jedoch nur im Kreis herum und als er hungrig wird, isst er Fliegenpilze, deren Gift ihn außer Gefecht setzt. Er wird von einem Trapper gefunden, der ihn zurückbringt. Lucky Luke kann Joe gerade noch davon abhalten, auf Rantanplan loszugehen, aber dann verschärft sich die Situation noch, weil die Chinesen Rantanplan ebenfalls umbringen wollen, aber die vielen Arbeiter des Hotels ihn beschützen wollen. Doch bevor es zur Massenschlägerei kommen kann, kommt die amerikanische Kavallerie vorbei. Dann stellt sich auch noch heraus, das Svenson doch nicht gestorben ist und sein Testament dementsprechend auch keine Gültigkeit mehr hat. In Virginia City kehrt Ruhe ein und Lucky Luke bringt die Daltons ins Gefängnis zurück.  

## Ausgabe
- Morris, Goscinny: Die Erbschaft von Rantanplan, Lucky Luke. Bd. 53 Übersetzung von Gudrun Penndorf ISBN 978-3-7704-0164-2